# Zlatko Čajkovski
Pour les articles homonymes, voir Čajkovski.
Zlatko Čajkovski (né le 24 novembre 1923 à Zagreb et mort le 27 juillet 1998 à Munich) était un footballeur et entraîneur yougoslave. 
Son frère, Željko Čajkovski, fut également joueur de football.

## Biographie
En tant que défenseur, Zlatko Čajkovski fut international croate (car la Croatie fut détaché de la Yougoslavie pendant la Seconde Guerre mondiale) de 1942 à 1943, pour aucun but inscrit. Il fut aussi international yougoslave de 1947 à 1955 à 55 reprises pour 7 buts inscrits.
Il participa aux JO 1948, où il joua tous les matchs, reçut un carton jaune contre la Suède et récolta la médaille d'argent.
Il joua deux des trois matchs de la Yougoslavie à la Coupe du monde de football de 1950 (Mexique et Brésil). La Yougoslavie fut éliminée au premier tour.
Comme en 1948, il participa aux JO 1952, jouant tous les matchs, inscrivit trois buts contre l'URSS, contre le Danemark et contre la RFA. Il récolta encore la médaille d'argent.
Il fut titulaire dans tous les matchs de la Coupe du monde de football de 1954, mais la sélection s'arrêta en quarts-de-finale.
En tant que joueur, il joua au HAŠK Zagreb, puis au Partizan Belgrade, ensuite 1. FC Cologne et pour finir il prit une destination exotique, le club israélien de l'Hapoël Haïfa. Il remporta deux championnats et trois coupes yougoslaves et fut vice-champion d'Israël en 1959.
En tant qu'entraîneur, il dirigea dans différents pays européens comme la RFA (1. FC Cologne, FC Bayern Munich, Hanovre 96, 1. FC Nuremberg, 1. FC Cologne et Kickers Offenbach), la Yougoslavie (Dinamo Zagreb), la Suisse (FC Zurich et FC Granges), l'Autriche (Grazer AK) et la Grèce (AEK Athènes et Apollon Kalamarias). Il remporta un championnat, deux coupes et une D2 de RFA, un championnat et une coupe de Grèce et une C2 avec le Bayern Munich en 1967.

## Clubs

### En tant que joueur
- 1939-1945 : / HAŠK Zagreb
- 1946-1955 :  Partizan Belgrade
- 1955-1958 :  1. FC Cologne
- 1958-1960 :  Hapoël Haïfa

### En tant qu'entraîneur
- 1958-1960 :  Hapoël Haïfa
- 1960-1961 :  DOS Utrecht
- 1961-1963 :  1. FC Cologne
- 1963-1968 :  FC Bayern Munich
- 1968-1969 :  Hanovre 96
- 1970 :  Kickers Offenbach
- 1970-1971 :  Dinamo Zagreb
- 1971-1973 :  1. FC Nuremberg
- 1973-1975 :  1. FC Cologne
- 1976 :  Kickers Offenbach
- 1977-1978 :  AEK Athènes
- 1978-1980 :  FC Zurich
- 1980 :  FC Granges
- 1981 :  Grazer AK
- 1982 :  AEK Athènes
- 1983-1984 :  Apollon Kalamarias

## Palmarès

### En tant que joueur
- Championnat de Yougoslavie de football
  - Champion en 1947 et en 1949
  - Vice-champion en 1954
- Coupe de Yougoslavie de football
  - Vainqueur en 1947, en 1952 et en 1954
  - Finaliste en 1948
- Championnat d'Israël de football
  - Vice-champion en 1959
- Jeux olympiques
  - Médaille d'argent en 1948 et en 1952

### En tant qu'entraîneur
- Championnat d'Allemagne de football
  - Champion en 1962
  - Vice-champion en 1963
- Coupe d'Allemagne de football
  - Vainqueur en 1966 et en 1967
- Regionalliga Süd
  - Champion en 1970
- Championnat de Yougoslavie de football
  - Troisième en 1971
- Championnat de Grèce de football
  - Champion en 1978
- Coupe de Grèce de football
  - Vainqueur en 1978
- Championnat de Suisse de football
  - Vice-champion en 1979
- Coupe d'Europe des vainqueurs de coupe de football
  - Vainqueur en 1967